# توی چشمات
«توی چشمات» تک‌آهنگی از هنرمند اهل رومانی اینا است که در ۲ نوامبر ۲۰۱۳ منتشر شد.